# Primus Omnium
Der Primus Omnium (lat. der Erste von Allen; Plural Primi Omnium) war bis in die 1930er Jahre hinein die offizielle Bezeichnung des besten Abiturienten eines Gymnasiums.

## Einführung
Er war also der Primus oder die Prima (Erste) aller Primi (aller Klassenbesten) (lateinisch primus omnium primorum) dieser Schule. Auf der alten Standesschule der Ritterakademie Brandenburg wurde dieser Senior in der Regel, hier als Oberprimaner, auf Vorschlag des Vorgängers vom Direktor ernannt und stand somit der Selbstverwaltung der dortigen Zöglinge vor. Ab Mitte des 19. Jahrhunderts gab es hier ebenso Senioren aus der bürgerlichen Gesellschaft, die inzwischen etwa die Hälfte der Schülerschaft ausmachte. Auch in anderen städtischen und ländlichen Gymnasien sowie in Adelsinternaten mit Schulkörper, wie der Ritterakademie Liegnitz, wurde die Funktion über Jahrhunderte wahrgenommen. In der Fürstenschule Grimma, der jüngsten der drei Einrichtungen dieser Art in Sachsen, durfte der P.O. den Mitschülern gesonderte Hausarbeiten, so genannte Strafpensen, in Griechisch oder Latein aufgeben.

## Historie
In der gesellschaftlichen Kritik, insbesondere auf Preußen bezogen, stand der Primus Omnium als Haupt der Schule, welcher den ruhmreichen Soldaten in sich trägt. 1906 erhielt wiederum ausgerechnet im preußischen Berlin ein nicht namentlich genannter Primus Omnium neben zwölf Professoren, elf Schulmännern, fünf Staatsbeamten, drei Parlamentariern, zwei höheren Militärs und fünf Männern des praktischen Lebens die Möglichkeit, sein Statement zur Thematik der Abschaffung oder Beibehaltung der Reifeprüfung abzugeben. Selbst in der NS-Zeit hing vom P. O., von seiner Reife und Durchsetzungsfähigkeit, die Atmosphäre der Schule ab.

## 20. und 21. Jahrhundert
In Baden-Württemberg wurde seit den 1950er Jahren jedem Primus Omnium der Scheffelpreis der Literarischen Gesellschaft Karlsruhe verliehen (später dem besten Abiturienten im Fach Deutsch). Ganz allgemein war (und ist) es an vielen Gymnasien üblich, dem besten Abiturienten bzw. der besten Abiturientin eine Auszeichnung zu verleihen, früher waren dies häufig besonders aufwendig eingebundene Bücher (sog. Schulpreisbände).
In der Klosterschule Roßleben besteht heute in Form der Gleichberechtigung die Schüler-Mitverwaltung aus Prima Omnium, Primus Omnium sowie Inspektoren Mädchen und Jungen.

## Bekannte Primi Omnium (Auswahl)
- Gebhard Nikolaus von Alvensleben
- Albert Friedrich Berner
- Theobald von Bethmann Hollweg
- Knud Caesar
- Franz von Dingelstedt
- Eugen Dühring
- Gotthelf August Eichler
- Johann Paul Freiherr von Falkenstein
- Gustav Ludwig August Fleischauer
- Theodor Fontane jun.
- Wilhelm Joachim Baron von Hammerstein
- Hugo Prinz zu Hohenlohe-Oehringen
- Helmut Kasten
- Arndt von Kirchbach
- Ernst Siegfried Köpke
- Rudolf Leo[9]
- Albert Naudé
- Gustav Nicolai[10]
- Gustav Radbruch
- Ernst Ranke
- Hans von Rochow-Stülpe
- Gustav Schliemann
- Karl Schnelle
- Friedrich Gottlieb Schöne[11]
- Max Otto Schröder
- Johann Ludwig Graf Schwerin von Krosigk
- Walter Thiel, Ingenieur
- Edgar Wutzdorff
- Cuno Moritz Zimmermann[12]
- Ernst Heinrich Zober